# Habenaria heyneana
Habenaria heyneana là một loài thực vật có hoa trong họ Lan. Loài này được Lindl. mô tả khoa học đầu tiên năm 1835.

## Hình ảnh

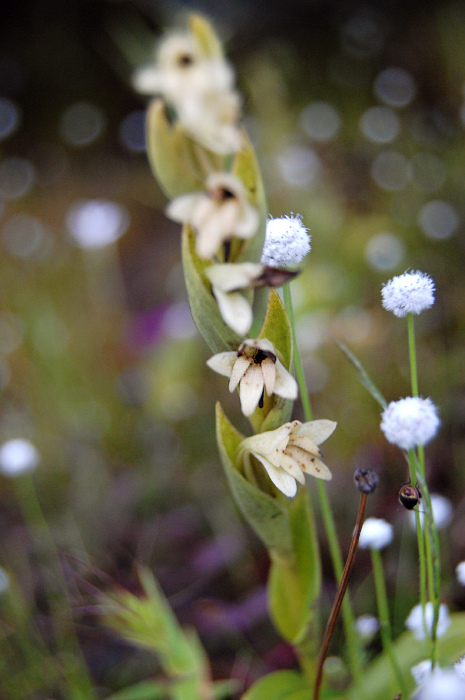